# Kokolos
Kokolos è un comune dell'Azerbaigian situato nel distretto di Astara. Conta una popolazione di 3 505 abitanti.